# Styl

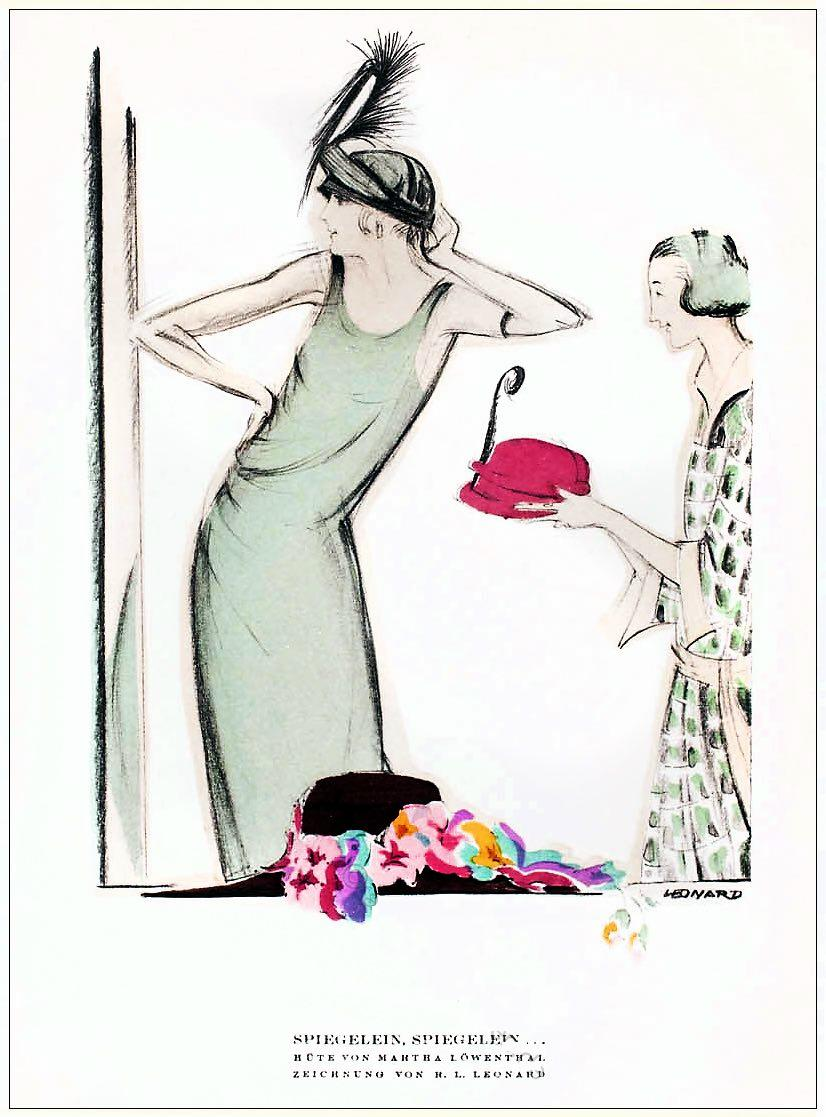
Hüte von Martha Löwenthal, Zeichnung von Robert L. Leonard, in STYL 1922

Styl (Eigenschreibweise: STYL) war ein illustriertes Berliner Modejournal mit dem Untertitel Blätter für Mode und die angenehmen Dinge des Lebens, das vom Verband der Deutschen Modeindustrie herausgegeben wurde, unterstützt von Berliner Modehäusern wie dem Kaufhaus Gerson.

## Geschichte
Styl erschien mit insgesamt 17 Heften von 1922 bis 1924 in kleiner Auflage und bibliophiler Ausstattung und war dem Typ der Neuen Frau der Zwanzigerjahre gewidmet. Es enthielt hand- oder schablonenkolorierte Grafiken und Modezeichnungen von Künstlerinnen und Künstlern, darunter Jeanne Mammen, Lieselotte Friedlaender, Annie Offterdinger, Steffie Schäfer-Nathan und Ludwig Kainer neben literarischen Texten und Kulturkritiken von Claire Goll, Klabund oder Alfred Kerr. Die künstlerische und literarische Leitung hatte der Modezeichner Robert L. Leonard (1879– nach 1942). In Styl schrieben die führenden Modejournalistinnen Berlins wie Elsa Herzog, Julie Elias oder Margarete Liebmann. Das Journal beschäftigte sich auch mit Raumkunst und modernem Lebensstil. Bebilderte Homestorys berichteten über Innenausstattungen. In den drei Jahren seines Bestehens veröffentlichte Styl 548 Artikel von 63 Autoren.
Der herausgebende Verband hatte das Ziel, ein stilistisch eigenständiges Modeschaffen in Deutschland zu entwickeln und damit von Paris als tonangebender Modestadt unabhängig zu werden. Nachdem französische Truppen wegen ausbleibender Reparationszahlungen Deutschlands das Rheinland besetzt hatten, rief er 1923 mit einer Erklärung in Styl zum Boykott französischer Modeprodukte auf.
Das luxuriös aufgemachte Journal war wirtschaftlich nicht erfolgreich. Nach der Währungsreform von 1924 wurde es eingestellt.
Die kompletten Jahrgänge befinden sich heute im Besitz der Staatlichen Museen zu Berlin in der Sammlung „Modebild“ der Lipperheideschen Kostümbibliothek.